# 卡罗维尼奥
卡罗维尼奥（義大利語：Carovigno），是意大利布林迪西省的一个市镇。总面积105平方公里，人口16138人，人口密度153.7人/平方公里（2009年）。ISTAT代码为074002。